# James C. Lucas
Pour les articles homonymes, voir Lucas.
James Critteron Lucas, né le 11 juin 1912, dans le comté de Midland et décédé le 28 novembre 1998 à Sacramento est un criminel américain. Il est connu pour avoir tenté de poignarder le gangster Al Capone en 1936, alors que tous deux étaient détenus au pénitencier fédéral d'Alcatraz, mais également pour avoir participé à la troisième tentative d'évasion de l'histoire de ce pénitencier en 1938.

## Biographie

### Jeunesse
James C. Lucas a initialement été condamné à trente ans de prison pour avoir dévalisé la "First National Bank" d'Albany au Texas et pour trafic de voitures. Il est d'abord incarcéré à la Huntsville Unit avant d'être par la suite transféré à Alcatraz en janvier 1935.

### Tentative d'assassinat contre Al Capone
Le 23 juin 1936, alors qu'Al Capone, détenu à Alcatraz depuis 1934 travaillait à la buanderie du pénitencier, Lucas tenta de l'assassiner car il reprochait à Capone de ne pas participer à une grève des détenus. Il lui planta donc une paire de ciseaux dans le dos mais Capone se défendit et jeta Lucas contre le mur. À la suite de cette attaque, Lucas fut placé en cellule d'isolement.

### Tentative d'évasion
En 1938, Lucas et deux autres détenus, Thomas R. Limerick et Rufus Franklin planifient ensemble une tentative d'évasion de ce pénitencier. Le 23 mai 1938, les trois complices tuent un gardien avec un marteau avant de se rendre sur le toit de la prison, mais ils sont rapidement stoppés par les tirs des gardiens et finissent par se rendre. Limerick meurt durant cette tentative d'évasion mais Francklin et Lucas sont jugés pour meurtre et condamnés à la prison à perpétuité, échappant de justesse à la peine de mort.
Lucas a passé six ans en isolement pour cette tentative d'évasion, qui fut la troisième dans l'histoire d'Alcatraz après celles de Joseph Bowers en 1936, puis celle de Theodore Cole et Ralph Roe en 1937.

### Fin de vie
En 1958, James C. Lucas est libéré sur parole mais est par la suite de nouveau incarcéré sur l'île McNeil pour violation de sa liberté conditionnelle.
En 1970, sa peine est commuée par une grâce présidentielle qui lui est accordée par le président des États-Unis Richard Nixon. Il a ensuite travaillé dans le secteur pétrolier et est mort à Sacramento en 1998.